# Servando Gómez Martínez
Servando Gómez Martínez (Arteaga, 6 de febrero de 1966) es un maestro y exnarcotraficante mexicano, fue el último líder del extinto grupo delictivo conocido como Caballeros Templarios y también fue líder de La Familia Michoacana, por debajo de Nazario Moreno González «el Chayo», y de José de Jesús Méndez Vargas «el Chango Méndez». Se graduó en la Escuela Normal de Arteaga (CRENAM), donde obtuvo su plaza como maestro en 1985.
«Es uno de los hombres más violentos de la Familia Michoacana, al grado de ser capaz de asesinar solo porque quien le leía las cartas del tarot le revelaba que supuestamente alguien lo traicionaba», detalla un expediente de la PGR sobre la personalidad de Servando Gómez.

## Biografía
Fue profesor de primaria —de ahí su otro apodo «el Profe»— y con su ayudante de nombre no reconocido por las autoridades federales, organizaban en Uruapan, Michoacán, en Avenida Revolución, ya en la delincuencia organizada y, con base en las declaraciones de su hermano, Luis Felipe Gómez Martínez «el Güicho», incursionó en el tráfico de drogas antes del 2001.
Primero fue maestro normalista, después agricultor, creó centros de ayuda a jóvenes farmacodependientes y luego traficante de estupefacientes, según la Procuraduría General de la República.[cita requerida]
En marzo del 2011, cuando se da a conocer la ruptura de la Familia Michoacana, Servando Gómez Martínez pasa a liderar, junto con Enrique Plancarte, el naciente cártel de los Caballeros Templarios, de Michoacán. También fue, junto con Nazario Moreno González alias «El Chayo» (presuntamente asesinado por agentes de la Policía Federal) y Jesús Méndez Vargas alias «El Chango» (capturado por policías federales), líder de La Familia Michoana.

En Michoacán, los Caballeros Templarios están tan profundamente arraigados que no sólo ejecutan actividades criminales, también asumen roles sociales, judiciales y son aceptados como árbitros legales, exhibe un análisis de la Fundación Insight Crime.
El Economista, Lazos de La Tuta le ayudan a no ser detenido

En julio del 2014, un video muestra una conversación entre el dirigente del grupo criminal de Los Caballeros Templarios, Servando Gómez Martínez, alias «La Tuta», y Rodrigo Vallejo Mora, hijo menor del exgobernador de Michoacán, Fausto Vallejo Figueroa. Dicha grabación, difundida por la agencia local de noticias Quadratín, muestra al hijo mayor del exmandatario estatal platicando con el líder criminal por el que las autoridades federales ofrecerían una recompensa de 30 millones de pesos; mientras conversaban bebían un par de cervezas en compañía de por lo menos otras cuatro personas.
El viernes 19 de septiembre de 2014, confirman la muerte de su hermano Aquiles Gómez Martínez.
Fue capturado en Morelia, Michoacán la madrugada del viernes 27 de febrero de 2015.